# Армения и Европейский союз
Армения и Европейский Союз поддерживают интенсивные дружественные отношения на протяжении многих лет. Фундаментом взаимоотношений между сторонами является подписанное в 2017 году Соглашение о всеобъемлющем и расширенном партнёрстве (СПС). 
В марте 2025 г. Парламент Армении принял закон о начала процесса вступления страны в Евросоюз. Премьер-министр Пашинян заявил, что в любом случае, окончательное решение о вступлении будет принято на референдуме, дата которого пока не назначена.
В сентябре 2024 г. ЕС начал с Арменией диалог о безвизовом режиме. Предполагается, что к середине 2025 г. Еврокомиссия представит дорожную карту действий, которые нужно будет предпринять для отмены виз. 

## Отношения Армении и ЕС

Участники Восточного Партнерства

Соглашение о партнёрстве и сотрудничестве, подписанное в 1996 году и вступившее в силу в 1999 году, служит правовой основой двусторонних отношений между ЕС и Арменией. С 2004 года Армения и другие государства Закавказья являются частью Европейской политики соседства (ЕПС). План действий ЕПС по Армении был опубликован 2 марта 2005 года, где «подчеркивались области, в которых двустороннее сотрудничество может быть реально и ощутимо укреплено». План устанавливает «совместно определенные приоритеты в отдельных областях на следующие пять лет». В ноябре 2005 года в Ереване были открыты официальные консультации по Плану действий. Тем не менее, большинство ученых и политиков критикуют эффективность ЕПС в достижении целей реформ, изложенных в Плане действий, особенно в отношении демократии, коррупции и гражданского общества. Несмотря на это, 12 января 2002 года Европейский парламент отметил, что Армения и Грузия могут вступить в ЕС в будущем, так как обе страны считаются европейскими. Армения вступила в Восточное партнёрство ЕС в 2009 году. Кроме того, Армения является членом Парламентской ассамблеи Евронест, Совета Европы и принимает участие в различных других европейских программах и договорах, таких как Европейская культурная конвенция, Европейское пространство высшего образования и Европейский суд по правам человека и другие.
Армения и ЕС начали переговоры по Соглашению об ассоциации, которое включало в себя соглашение об углубленной и всеобъемлющей зоне свободной торговли, созданное, чтобы заменить старый договор в июле 2010 года. В ноябре 2012 года комиссар ЕС по вопросам расширения и европейской политики соседства Штефан Фюле заявил, что переговоры могут быть завершены к ноябрю 2013 года. Новое представительство ЕС в Армении, являющееся также центром связи Европейского Союза, официально открылось в центре Еревана 31 января 2013 года. Однако 3 сентября 2013 года Армения объявила о своем решении вступить в Евразийский союз. По мнению политиков ЕС, членство Армении в Евразийском союзе было бы несовместимо с соглашениями, заключенными с ЕС. Президент Армении Серж Саргсян заявил на сессии Парламентской ассамблеи Совета Европы 2 октября 2013 года, что Армения будет готова подписать соглашение об ассоциации во время саммита Восточного партнёрства в Вильнюсе в ноябре 2013 года без пункта о «Глубокой и всеобъемлющей зоне свободной торговли», который противоречит членству Армении в Евразийском экономическом союзе. Представитель комиссара Фюле ответил несколько дней спустя, сказав, что «документ Армения-ЕС не будет готов к подписанию на саммите в Вильнюсе» и «Мы пытаемся найти пути дальнейшего сотрудничества с Арменией на основе существующих достижений». За ним последовали ответы других официальных лиц ЕС, которые поддержали это заявление. Ни одно соглашение в конечном итоге не было инициировано на саммите. В декабре 2013 года посол Польши в Армении заявил, что ЕС и Армения обсуждают менее углубленное двустороннее соглашение об их отношениях, которое «не исключает возможности того, что это может быть соглашение об ассоциации в другой форме». В январе 2015 года комиссар ЕС по европейской политике соседства и расширению Йоханнес Хан заявил, что ЕС готов подписать пересмотренное соглашение об ассоциации без положений о свободной торговле. Переговоры были начаты в декабре 2015 года.
Союзничество Армении с Россией, и ее членство в Организации Договора о коллективной безопасности, рассматривалось Арменией, как противовес Азербайджанскому резкому повышению военных расходов (Азербайджан закупил танки, артиллерийские орудия и ракетные пусковые установки стоимостью в миллиарды долларов США из России в 2011, 2012 и 2013 годах) Эти действия рассматриваются Арменией в качестве угрозы национальной безопасности, учитывая, что Карабахский конфликт остается неразрешенной. Россия также имеет военное присутствие в Армении, российская 102-я военная база расположена в городе Гюмри.
24 февраля 2017 года председатель Евразийской экономической комиссии Тигран Саркисян заявил, что позиция Армении заключается в том, чтобы сотрудничать и работать как с Европейским союзом, так и с Евразийским союзом . Саргсян добавил, что, хотя Армения является частью Евразийского союза, пересмотренное Соглашение об ассоциации Европейского союза между Арменией и ЕС будет вскоре подписано.
27 февраля 2017 года Европейский Союз и Армения заключили новое соглашение об углублении их политических и экономических связей. Президент Армении Серж Саргсян находился в Брюсселе и встретился с президентом Европейского совета Дональдом Туском и другими высокопоставленными чиновниками. Новое Всеобъемлющее и расширенное соглашение о партнёрстве расширит сферу отношений между ЕС и Арменией, но не был Соглашением об ассоциации. Договор был подписан Арменией и всеми государствами-членами ЕС 24 ноября 2017 года.

### События 2017 года
3 апреля 2017 года премьер-министр Армении Карен Карапетян заявил, что Армения стремится стать мостом между Евросоюзом, Евразийским союзом и другими экономическими блоками. Он также сказал, что членство государства в Евразийском союзе не повлияет на ее растущие отношения с ЕС.
Новый политический альянс в Армении под названием «Елк», состоящий из нескольких прозападных партий, выступил против дальнейшей интеграции в Евразийский союз и обязался добиваться соглашения о свободной торговле с Европейским союзом на парламентских выборах в Армении 2017 года . После проведения выборов 2017 года официальный представитель Европейской службы внешних связей Майя Коцианчич заявила, что ЕС привержен стабильному, демократическому и процветающему будущему Армении и что ЕС будет укреплять политический диалог и продолжать поддерживать экономические и социальные реформы в Армении. Между тем президент Армении Серж Саргсян заявил, что Армения стремится к укреплению связей как с Россией, так и с ЕС во время предвыборной речи.
12 апреля 2017 года министр иностранных дел Армении Эдвард Налбандян принял участие в саммите Восточного партнёрства и Вишеградской группы ЕС в Варшаве. Министр подчеркнул важность Восточного партнёрства и отношений Армении с ЕС. Он коснулся важности взаимосвязанности на европейском континенте, начал переговоры о либерализации визового режима, приветствовал решение о расширении трансъевропейских транспортных сетей в страны Восточного партнёрства и прогресс Армении в присоединении к Европейскому общему авиационному пространству . Он также поблагодарил ЕС и Европейский инвестиционный банк за финансирование строительства современных автомагистралей и пунктов пересечения границы с соседней Грузией. Министр заявил, что Армения является страной, желающей объединить ЕС, страны Восточного партнёрства и членов Евразийского союза для стимулирования экономического роста и развития.
В мае 2017 года делегация комитета по иностранным делам Европарламента встретилась с президентом Армении в Ереване. Президент с удовлетворением отметил, что в последние годы в Армении наблюдается значительный прогресс в отношениях с Евросоюзом. Он также заявил, что страна готова расширять существующие партнерские отношения с ЕС во всех возможных областях. Между тем, спикер парламента Армении заявил, что ЕС остается одним из основных партнеров Армении, и сотрудничество с ЕС основывается на общей системе ценностей.
В августе 2017 года члены альянса «Елк», который возник как либеральный политический альянс в Армении, высказались о том, что вступление республики в Евразийский союз было серьезной ошибкой. По словам лидеров этой партии, обсуждение выхода из Евразийского союза будет в повестке дня альянса. Альянс имеет проевропейскую направленность и считает, что Армения должна была подписать Соглашение об ассоциации с ЕС, а не вступать в Евразийский союз.

### События 2018 года
В результате Бархатной революции в Армении премьер-министр Армении Серж Саргсян 23 апреля заявил, что подаст в отставку, чтобы поддержать мир в Армении после ежедневных протестов. ЕС приветствовал мирный характер изменений. При этом, лидер оппозиции Никол Пашинян выступал за нейтральную позицию Армении и позитивные отношения как с ЕС, так и с Россией. Также, Пашинян заявил, что если он станет премьер-министром, он углубит отношения с ЕС и сделает все возможное, чтобы гражданам Армении был предоставлен безвизовый доступ в Шенгенскую зону. Тем не менее, Пашинян подтвердил, что Армения не будет выходить из состава Евразийского союза, несмотря на то, что в прошлом он критиковал членство республики в данном объединении.
После парламентских выборов в 2018 году, Никол Пашинян был назначен премьер-министром Армении. Во время своего первого выступления на посту премьер-министра Пашинян заявил, что граждане Армении заслуживают беспрепятственного передвижения в пределах Европы, этой привилегией, уже пользуются другие члены Восточного партнёрства — Грузия, Молдова и Украина. Глава внешнеполитического ведомства ЕС Федерика Могерини поздравила нового лидера с избранием.
Тем временем, партия «Просвещённая Армения» стала официальной оппозицией, получив третье по величине число мест в Национальном собрании. Эдмон Марукян, лидер «Просвещённой Армении», заявил, что, если Армения продолжит свое членство в Евразийском союзе, то партия «Просвещённая Армения» будет вынуждена выступить в качестве противника членства Армении в союзе, а также будет требовать принятия соответствующих мер для вывода Армении из состава ЕАЭС и незамедлительно начать первые шаги для переговоров о вступлении в ЕС.

### События 2019 года
В октябре 2019 года вице-премьер Армении Тигран Авинян заявил, что отношения Армении и ЕС имеют совершенно другой уровень, по сравнению с отношениями до армянской революции 2018 года. Министр подтвердил, что революция укрепила связи между Арменией и ЕС, так как они разделяют одни и те же демократические ценности. Также, министр заявил, что «новая политическая ситуация в Армении полностью соответствует взглядам ЕС». Авинян также дал понять, что в будущем Армении придется решать, будет ли стоить подавать заявку на членство в ЕС. Министр сообщил, что любое решение Армении о вступлении в Европейский Союз должно быть принято с согласия народа, и что в будущем вступление Армении в ЕС произойдет только после полного выхода Армении из Евразийского союза.

### События 2025 года
9 января 2025 года правительство Армении одобрило проект закона «О начале процесса вступления Республики Армения в Европейский Союз».
12 февраля 2025 года парламент Армении принял в первом чтении законопроект «О начале процесса членства Республики Армения в Европейском Союзе».

## Диалог по либерализации визового режима
С 2013 года граждане Европейского Союза пользуются безвизовыми поездками в Армению.
15 марта 2017 года бывший президент Армении Серж Саргсян заявил, что Армения в настоящее время участвует в ряде соглашений и программ ЕС, и что ЕС является важным партнером для Армении. Он также объявил, что в ближайшее время Армения начнет переговоры с ЕС о создании безвизового режима для граждан Армении с Шенгенской зоной. Между тем, глава представительства ЕС в Армении — посол Петр Свитальский заявил, что план действий по началу либерализации визового режима между Арменией и ЕС будет включен в повестку дня следующего саммита Восточного партнёрства в 2017 году, и диалог по вопросам безвизового режима будет начат в начале 2018 года. Он подчеркнул важность улучшения связей Армении с ЕС. Посол также заявил, что граждане Армении могут получить безвизовый въезд в ЕС к 2020 году.
10 апреля 2018 года бывший заместитель министра иностранных дел Армении подтвердил, что ЕС вскоре предоставит Армении программу действий для начала диалога по либерализации визового режима. Министр также заявил, что Армения уже выполняет предварительные условия для начала диалога по вопросам либерализации визового режима.
24 августа 2018 года канцлер Германии Ангела Меркель во время встречи с премьер-министром Армении Николом Пашиняном заявила, что «гражданам Грузии и Украины не нужны визы для въезда в Европейский Союз, и мы сделаем все возможное, чтобы достигнуть либерализации визового режима и с Арменией тоже».
18 января 2019 года был начат предварительный диалог о либерализации визового режима в рамках Соглашения о всеобъемлющем и расширенном партнёрстве между Арменией и ЕС.
В мае 2020 года Никол Пашинян объявил, что достигнуто соглашение с ЕС о начале переговоров по либерализации визового режима. Между тем, посол ЕС в Армении Андреа Викторин подтвердила, что Соглашение о всеобъемлющем и расширенном партнёрстве между Арменией и ЕС предусматривает, что ЕС будет продолжать содействовать мобильности граждан посредством соглашения об упрощении визового режима, и что она ожидает, что официальные переговоры начнутся в ближайшее время.

## Общее авиационное пространство Армении и ЕС
Армения является членом Евроконтроля, Европейской конференции гражданской авиации и партнером Европейского агентства по авиационной безопасности. После подписания нового соглашения о партнёрстве между Арменией и ЕС в феврале 2017 года, Армения начала переговоры о присоединении к Европейскому общему авиационному пространству. В ходе первого раунда переговоров в апреле 2017 года глава Департамента гражданской авиации Армении заявил, что Армения придаёт большое значение присоединению к общему авиационному пространству, и что это позволит армянским и европейским авиакомпаниям ещё больше активизировать свою деятельность, а также даст возможность большому количеству европейских авиакомпаний летать в Армению. Делегация ЕС в Ереване заявила, что соглашение позволит Армении иметь более прочные связи с Европой и внешним миром и откроет новые маршруты для путешествий, одновременно уменьшая транспортные расходы пассажиров. Как только соглашение будет завершено, авиакомпании получат возможность эксплуатировать новые маршруты без каких-либо ограничений и будут иметь равные возможности обслуживания рынка с населением 500 миллионов человек.

## Торговля Армении и ЕС
С 2009 года Армения является одной из немногих (в 2021 году — восьми) стран получающих торговые преференции ЕС по инициативе «Общая схема преференций плюс» (GSP+). Эта инициатива дает армянскому экспорту выгодный доступ к рынку ЕС, позволяя полностью погасить пошлину примерно на 66 % всех тарифных линий ЕС. Более 96 % импорта в ЕС, имеющего право на льготы GSP + из Армении, въехали в ЕС с нулевыми пошлинами в 2017 году. По данным на 2021 год преференции согласованы до 2023 года.
Товарооборот между ЕС и Арменией в 2018 году увеличился на 15 % и достиг 1,1 млрд. Евро. Товарооборот с ЕС составлял 25 % общего товарооборота Армении в 2018 году, уступая товарообороту с Россией (26 %). Большую часть (почти 90 %) экспорта Армении в ЕС в 2018 году составляли основные металлы.

## Помощь Армении от ЕС
ЕС является крупнейшим поставщиком финансовой поддержки и ключевым партнёром по реформам в Армении. В рамках Европейской политики соседства Армения получает финансовую помощь ЕС. Сумма, выделенная Армении, зависит от заинтересованности Армении к реформам. Определённые цели реформ должны быть достигнуты, прежде чем ЕС выплатит деньги. Запланированный объём помощи ЕС для Армении на период 2017—2020 годов составляет до 185 миллионов евро.

## Общественное мнение
Опрос общественного мнения, проведенный в декабре 2006 года в Армении, показал, что членство Армении в ЕС будет приветствоваться, причем 64 % из 2 000 человек высказались за, и только 11,8 % — против. Другой опрос, проведенный в Ереване в октябре 2006 года, показал, что "до 72 % жителей города с различной степенью убежденности полагают, что будущее их страны зависит от ЕС, а не от Содружества Независимых Государств, в котором доминирует Россия. Тем не менее, более двух третей населения страны считают, что Армения не будет готова вступить в ЕС по крайней мере до 2019 года.
Опрос, проведённый в 2007 году, показал рост интереса Армении к ЕС, при этом 80 % армянской общественности высказались за возможное членство.
Согласно опросу, проведенному в 2012 году, 54 % (26 % решительно поддерживают + 28 % скорее поддерживают) поддержали вступление Армении в ЕС.
Решение Армении от 3 сентября 2013 года о вступлении в Евразийский союз вызвало серию протестов в Ереване, так как многие опасались, что Россия попытается помешать Армении построить более глубокие отношения с ЕС.
Согласно исследованию 2018 года, проведённого EU NEIGHBOURS east project:
- Проевропейские настроения в Армении растут; 48 % армян имеют положительное мнение о ЕС, как и в 2017 году. Количество лиц с негативным мнением о ЕС составляет всего 8 %.
- 80 % армян (на 4 % больше, чем в 2017 году) считают, что отношения с Евросоюзом хорошие, что намного выше среднего показателя по Закавказскому региону (63 %).
- 70 % населения Армении доверяют ЕС (на 5 % больше, чем в 2017 году), а доверие к Евразийскому экономическому союзу (48 %) — снизилось.
- 69 % армян (на 4 % больше, чем в 2017 году) знают о финансовой поддержке ЕС в стране, и две трети считают, что поддержка ЕС эффективна (66 % — по сравнению с 62 % в 2016 году и по сравнению со средним показателем в 48 % в странах восточного партнёрства).

Согласно исследованию 2020 года, проведенного EU NEIGHBOURS east project:
- 86 % армян (на 10 % больше, чем в 2016 году) считают, что отношения с Евросоюзом хорошие, что намного выше среднего показателя по Восточному партнёрству (70 %).
- 60 % населения Армении доверяют ЕС, а 51 % доверяют Евразийскому экономическому союзу.
- 65 % армян знают о финансовой поддержке ЕС со стороны страны, и 80 % тех, кто знает о поддержке, считают, что она эффективна.

### Мнения официальных лиц
Армения проявляет довольно большой интерес к вступлению в Европейский Союз, особенно это заметно среди нескольких видных армянских политиков и широкой общественности Армении. Однако бывший президент Роберт Кочарян заявил, что пока он будет держать Армению в тесных связях с Россией и ОДКБ, оставаясь партнерами с ЕС и НАТО, а не членами этих организаций. Бывший президент Серж Саргсян занял аналогичную позицию в этом вопросе.
По мнению Артура Багдасаряна — главы партии «Страна закона» и бывшего спикера Национального собрания, членство Армении в Европейском союзе «должно быть одним из ключевых приоритетов нынешней и будущей внешней политики страны». Багдасарян считает, что «членство в ЕС откроет Армении новые возможности для перехода в новую геополитическую среду, а также в новую экономическую среду». Он также добавил, что членство в ЕС «позволит Армении получить доступ к совершенно новой системе безопасности».
Бывший министр иностранных дел Армении Вардан Осканян в 2005 году повторил, что «Армения — это Европа. Это факт, это не ответ на вопрос». Торбен Хольце, глава представительства Европейской комиссии в Армении и Грузии и посол Европейского Союза с резиденцией в Тбилиси, недавно заявил: «В принципе, Армения является европейской страной и, как и другие европейские государства, имеет право быть членом ЕС при условии соблюдения необходимых стандартов и критериев.» 12 января 2002 года Европейский парламент отметил, что Армения и Грузия могут вступить в ЕС в будущем.
В июле 2019 года президент Армении Армен Саркисян заявил, что «Армения — это не только страна, подписавшая соглашение с Европейским союзом, но и страна, которая является и всегда была глубоко европейской в плане культуры. Поэтому сближение с ЕС для нас очень естественно. Армения является колыбелью европейских ценностей, от нашей религии и культуры до литературы и музыки», — во время встречи с президентом Европейского совета Дональдом Туском в Ереване. В ответ, Дональд Туск заявил, что «Армения является неотъемлемой частью европейской семьи и культуры. Место подлинных людей, которые дорожат свободой. Севанаванк является памятником, который свидетельствует о тысячелетнем влиянии Армении на европейскую культуру».
В ноябре 2019 года во время встречи в рамках саммита по Восточному партнёрству, министр иностранных дел Армении Зограб Мнацаканян заявил, что «Восточное партнёрство — это не соседство, это восточный фланг Европы. В этом и есть значение Восточного партнёрства. Он не к востоку от Европы, а к востоку от Европейского Союза. Важной задачей является распространение чувства восточного фланга Европы дальше — в другие части Европы». Министр заявил, что Армения разделяет европейские ценности демократии, прав человека и ответственности перед гражданами. Мнацаканян также сообщил, что недавний опрос показал, что 92 % армянской общественности считают отношения с ЕС очень хорошими. Министр поддержал идею, что Европа является домом Армении.
В ходе пресс-конференции председатель Европейской партии Армении Тигран Хзмалян заявил: «Мы убеждены, что Армения — европейское государство, что мы не только европейцы, но и ключевая культура для Европы». Хзмалян также заявил, что Евразийский союз является коррумпированной, враждебной и колониальной системой и что Европейская партия Армении будет противодействовать нынешнему членству Армении в ЕАЭС, убеждая правительство вступить в ЕС.

## Проевропейские политические партии
В Армении есть несколько политических партий, которые выступают за более тесные отношения с ЕС или поддерживают членство Армении в ЕС. Включая:
- Просвещенная Армения, которая в настоящее время является третьей по величине партией в Национальном Собрании Армении . Партия выступает за то, чтобы вывести отношения с ЕС на уровень стратегического партнёрства и пересмотреть соглашение о глубокой и всеобъемлющей зоне свободной торговли с ЕС.[74]
- Европейская партия Армении, занимает выраженную антироссийскую позицию и призывает к немедленному выходу Армении из Евразийского союза. Манифест партии призывает Армению подать заявку на членство в Европейском Союзе и НАТО.[73]
- Партия «Анрапетутюн», проевропейская партия, которая сформировала политический альянс со свободными демократами .
- Наследие, партия выступает за интеграцию Армении в Европейский Союз и окончательное вступление.[75]
- Партия "Оринац еркир " подтверждает, что возможное членство Армении в ЕС должно стать одним из ключевых приоритетов нынешней и будущей политической повесткой дня Армении.[76]
- Народная партия Армении, партия выступает за более глубокую европейскую интеграцию.[77]
- Союз за национальное самоопределение, партия считает, что возможное вступление в ЕС приведет к мирному урегулированию карабахского конфликта.[78]
- Сасна Црер, занимает выраженную антироссийскую позицию, партия призывает к выходу Армении как из Евразийского союза, так и из Организации Договора о коллективной безопасности.[79]

## Перспектива членства в ЕС
Армения географически расположена между Восточной Европой и Западной Азией. Однако, как и Кипр, многие считают её культурно связанной с Европой из-за связей с европейским обществом через диаспору, из-за ее индоевропейского языка и из-за исповедания армянами христианства. 12 января 2002 года Европейский парламент отметил, что Армения может вступить в ЕС в будущем.
В декабре 2019 года, после восьмой Парламентской ассамблеи Евронест, все члены приняли резолюцию с изложением различных целей интеграции в ЕС, которые должны быть достигнуты к 2030 году. В резолюции подтверждается, что процесс расширения ЕС открыт для стран-участниц Восточного партнёрства, и что будущее расширение ЕС будет взаимовыгодным как для членов ЕС, так и для членов Восточного партнёрства. Резолюция высоко оценила прогресс, достигнутый в Армении после Бархатной революции 2018 года. В резолюции также указывалось, что «Армения является единственной страной в Европе, которая перешла от гибридного режима в 2017 году к демократии в 2018 году», и что ратификация Парламентом Армении в апреле нового Соглашения о всеобъемлющем и расширенном партнёрстве 2018 года считается свидетельством усиленного партнёрства между Арменией и ЕС.
9 января 2025 года правительство Армении одобрило проект закона о вступлении Армении в Европейский Союз

26 марта 2025 года Национальное собрание Армении приняло во втором чтении и в полном объеме законопроект "О начале процесса членства Республики Армения в Европейском Союзе". 